# Euphlyctis hexadactylus
Euphlyctis hexadactylus és una espècie de granota que es troba a l'Índia i a Sri Lanka.